# Canadensium Plantarum, Aliarumque Nondum Editarum Historia
Canadensium Plantarum, Aliarumque Nondum Editarum Historia es un libro con ilustraciones y descripciones botánicas que fue escrito por el médico y botánico francés Jacques Philippe Cornut. Fue publicado en París en el año 1635 con el nombre de Canadensium plantarum, aliarumque nondum editarum historia. Cui adiectum est ad calcem enchiridion botanicum Parisiense, continens indicem plantarum, quae in pagis, silvis, pratis & montosis juxta Parisios locis nascuntur.
Es uno de los primeros trabajos botánicos sobre la flora de América del Norte. Cornut sigue la nomenclatura de Mathias Obel (1538-1616) y describe aproximadamente 462 especies de plantas, entre ellas al menos 30 especies hasta ahora desconocidas. Él mismo nunca ha viajado al extranjero, pero recibía semillas y plantas de los colonos franceses. Se describen 79 especies de Canadá. 
Canadensium Plantarum está considerada como la primera flora canadiense, con un discurso 
sobre las propiedades médicas y usos de cada una de ellas. De las 68 láminas a toda página con que ilustra la obra, cerca de 40 se refieren a plantas de Norteamérica y Canadá y se ilustran aquí por vez primera.